# Киргиска Совјетска Социјалистичка Република
Киргиска Совјетска Социјалистичка Република (кир., Кыргыз Советтик Социалисттик Республикасы; рус. Киргизская Советская Социалистическая Республика) је била једна од република које су сачињавале Совјетски Савез.

## Историја
Установљена је 14. октобра 1924. године као Кара-Киргиска Аутономна Област, у склопу Руске СФСР. Трансформирана је у Киргиску Аутономну Совјетску Социјалистичку Републику 1. фебруара 1926. године. Киргиска АССР је 5. децембра 1936. године проглашена равноправном совјетском републиком под именом Киргиска Совјетска Социјалистичка Република. Главни град републике био је Фрунзе, 1991. преименован у Бишкек.
Доласком совјетских власти започело је увођење електричне енергије, наводњавање обрадивих површина, индустријализација и описмењавање становништва. Године 1926, проценат писменог киргиског становништва износио је 4,5%, а до 1959. године између 95% и 100%.

### Немири 1990. и независност
Крајем 1980-их, утицај Горбачовљевих гласности и перестројке узроковао је у Киргиској ССР раст међуетничких тензија. Киргизи су потенцијалну опасност видели у узбечкој мањини, која је чинила 13% становништва републике и живела претежито на југозападу државе у провинцији Ош.
Узбечка десничарска организација, звана Адалат, почела је да подупире старе захтеве упућене Москви да допусти аутономију ошким Узбецима и размисли о припојењу регије Узбечкој ССР. Киргизи су као одговор на то такође формирали организацију, звану „Ош-ајмађи“ (Ош-земља).
Почетком јуна 1990. године, претежно киргиски састав већа града Оша обзнанио је градњу фабрике за производњу памука, чији је део прелазио на парцелу узбечког колхоза. Након овога су избили крвави нереди између две ентичке скупине, који су трајали неколико дана. Процењује се да је у сукобима погинуло око 320 Киргиза и Узбека. Влада је сузбила нереде уводећи војни надзор нар регионом.
Вести о сукобу у Ошу стигле су и до Фрунзеа, где су студентске демонстрације прерасле у масовни митинг. Демонстранти су почели да се окупљају око организације зване Демократски покрет Киргистана, која је захтевала одступање с положаја Абсамата Масалијева, председника републике, члана Политбироа Централног комитета КПСС и секретара Комунистичке партије Киргистана.
Октобра 1990. године, одржани су избори у којима Масалијев није добио потребну већину гласова. Пошто ниједан од три кандидата није освојио потребан број гласова, Врховни совјет је за председника изабрао Аскара Акајева.
Након избијања државног удара против Горбачова у Москви, Акајев и Врховни совјет су 30. августа 1991. године Киргистан прогласили независном републиком.

## Функционери Киргиске ССР

### Председници
- Председник Централног извршног комитета
  - Абдукадир Уразбеков (1936—16. септембар 1937.)
  - Михаил Ус и Марјам Тугамбајева (16. септембар 1937—4. октобар 1937.)
  - Султанкул Шамурзин (4. октобар 1937—16. децембар 1937.)
  - Иван Соколов (16. децембар 1937—15. фебруар 1938.)
  - Мурат Салихов (15. фебруар 1938—15. мај 1938.)
  - Калима Аманкулова (15. мај 1938—18. јул 1938.)
- Председник Врховног совјета
  - И. П. Борјак (18. јул 1938—19. јул 1938.)
- Председник Президијума врховног совјета
  - Асанаљ Толубајев (18. јул 1938—22. март 1943.)
  - Молдогазј Токобајев (22. март 1943—14. новембар 1945.)
  - Турабај Кулатов (14. новембар 1945—25. август 1978.)
  - Султан Ибраимов (25. август 1978—22. децембар 1978.)
  - Андреј Бус (22. децембар 1978—10. јануар 1979.)
  - Арстанбек Дујшејев (10. јануар 1979—14. јануар 1981.)
  - Темирбек Кошојев (14. јануар 1981—8. август 1987.)
  - Таштанбек Акматов (8. август 1987—10. април 1990.)
- Председник Врховног совјета
  - Абсамат Масалијев (10. април 1990—27. октобар 1990.)
- Председник Кигистана
  - Аскар Акајев (27. октобар 1990—25. децембар 1991.)

### Премијери
- Председник Већа народних комесара
  - Бајаљ Исакејев (5. децембар 1936—8. септембар 1937.)
  - Мурат Салихов (8. септембар 1937—15. фебруар 1938.)
  - Исмаил Абузјаров (15. фебруар 1938—27. април 1938.)
  - Иван Ребров (27. април 1938—19. јул 1938.)
  - Турабај Кулатов (19. јул 1938—14. новембар 1945.)
  - Исхак Разаков (14. новембар 1945—10. јул 1950.)
- Председник Већа министара
  - Абдј Сујеркулов (10. јул 1950—6. март 1958.)
  - Казј Дикамбајев (6. март 1958—10. мај 1961.)
  - Болот Мамбетов (16. мај 1961—23. јануар 1968.)
  - Ахматбек Сујумбајев (23. јануар 1968—22. децембар 1978.)
  - Султан Ибраимов (22. децембар 1978—4. децембар 1980.)
  - Пјотр Ходос (4. децембар 1980—21. јануар 1981.)
  - Арстанбек Дујшејев (21. јануар 1981—20. мај 1986.)
  - Апас Југмалов (20. мај 1986—21. јануар 1991.)[3]